# Pennard Castle
Pennard Castle (walisisch Castell Pennard) ist eine Burgruine auf der Gower-Halbinsel in Wales. Die als Kulturdenkmal der Kategorie Grade II* klassifizierte und als Scheduled Monument geschützte Ruine liegt westlich der Ortschaft Pennard auf einem sandigen Höhenzug. Nach Norden und Westen fällt das Gelände steil zum Tal des Pennard Pill ab, von der Burg kann man die Three Cliffs Bay und die westlich gelegenen Penmaen Burrows überblicken.

## Geschichte
Vermutlich baute Henry de Beaumont oder einer seiner Gefolgsleute nach der normannischen Eroberung der Gower-Halbinsel zu Beginn des 12. Jahrhunderts eine einfache, aus einem Ringwall und Graben bestehende Befestigung. Weiter westlich, auf der anderen Seite des Tal des Pennard Pill, befand sich eine weitere, Penmaen genannte Ringwallbefestigung aus dem 12. Jahrhundert. Zu Beginn des 13. Jahrhunderts wurde Pennard Castle erweitert und zum Ende des 13. oder im frühen 14. Jahrhundert aus Stein neu errichtet. Zum Bau verwendete man lokalen Kalkstein und rötlichen Sandstein. 
Wie Oystermouth Castle erhielt 1203 William de Braose die Burg, die bis 1326 im Besitz seiner Nachkommen blieb und dann durch Erbfolge an John Mowbray fiel. Östlich der Burg entstand ein kleines Dorf mit einer steinernen Kirche, doch wegen ihrer Lage versandete die strategisch günstige Burg zunehmend und wurde gegen Ende des 14. Jahrhunderts verlassen. Wegen der zunehmenden Versandung wurde auch das Dorf 1532 endgültig aufgegeben. 

Ruine des Burgtors

Die Ruine ist frei zugänglich.

## Anlage
Die kleine Burg bestand nur aus einer runden, dem Verlauf des ursprünglichen Ringwalls folgenden Ringmauer. Innerhalb des Walls befand sich nur eine wohl aus dem 12. Jahrhundert stammende steinerne Halle. An der Ostseite war ein durch Zwillingstürme geschütztes Torhaus vorhanden, im Westen befand sich ein rechteckiger Wohnturm. Die aus lokalem Kalk- und rötlichen Sandstein erbaute Burg wurde relativ primitiv errichtet. Zwar besaßen die Tortürme Maschikulis und Schießscharten, doch waren diese so amateurhaft angelegt, dass sie nur eingeschränkt zur Verteidigung hätten dienen können. 
Von der Burg sind neben den Fundamenten vor allem noch Mauerteile der Ringmauer an der Nordseite sowie Reste des Torhauses und der beiden Türme erhalten. 400 m östlich der Burg befinden sich die Mauerreste der Kirche St Mary, die einzigen sichtbaren Überreste des aufgegebenen Dorfes.